# Státní znak Burkiny Faso
Státní znak Burkiny Faso je tvořen dvěma vzpínajícími se stříbrnými hřebci, držícími mezi sebou malý červeno-zelený štít se zlatou hvězdou uprostřed. Štít a štítonoši překrývají dvě zkřížená kopí, ovinutá v horní části stříbrnou stuhou se zlatým nápisem BURKINA FASO. Dolní část kopí je ovinuta stuhou (také stříbrnou) se zlatým státním heslem Unité Progrès Justice (česky Jednota, pokrok, spravedlnost). Z obou konců spodní stuhy vyrůstá stvol prosa se třemi páry zelených listů a bílým klasem. Mezi štítem a stuhou je mezi kopími stříbrná, rozevřená kniha. Zákon uvádí, že všechny figury jsou položeny na velký francouzský štít, to se však v praxi nedodržuje a vládní internetové stránky užívají znak bez tohoto štítu.
Symbolika znaku je vykládána následovně: štít symbolizuje ochranu národa a lásku k vlasti, kopí odhodlání bránit vlast, hřebci vznešenost lidu, kniha hledání, poznání a výuku a proso touhu po potravinové soběstačnosti a hojnosti.

## Historie
Horní Volta, jak se původně jmenovala Burkina Faso, získala nezávislost na Francii 5. srpna 1960. První státní znak nové republiky byl ale zaveden až 4. května 1961. Byl tvořen malým štítem v barvách tehdejší hornovoltské vlajky: černé, bílé a červené. Na vodorovné pruhy byly položeny zlatá písmena RHV. Iniciály značily název země ve francouzštině: République de Haute-Volta. Štít byl položen na dvě kopí, přes která byla v horní části položena stříbrná stuha s heslem UNITÉ TRAVAIL JUSTICE (česky Jednota, práce, spravedlnost). Pod štítem byla zlatá sazenice sorga (čiroku) a dvě motyky. Štítonoši byli dva stříbrné koně. To vše bylo položeno na modrý velký štít.
V roce 1967 byl znak upraven: velký modrý štít byl odstraněn, malý štít evropského stylu byl nahrazen africkým, byly odstraněny iniciály, jedno kopí bylo nahrazeno stvolem sorga, stuha byla přesunuta do dolní části přes dvě motyky a odstraněna byla též sazenice sorga.
4. srpna 1983 se po puči kapitána Thomase Sankary dostala k moci marxistická vláda, která přesně po roce změnila název státu na domorodé Burkina Faso (republika Země spravedlivých) a zároveň zavedla nový státní znak (nařízení prezidenta číslo 84-043-CNR-PRES z 2. srpna 1984). Znak byl tvořen červeným, ozubeným kolem s devatenácti zuby s uvnitř zlatým, kruhovým polem. V tomto poli byla v horní části červená hvězda (dle jiných zdrojů zlatá s červeným lemem), částečne přes ozubení, uprostřed zkřížené motyka a samopal a dole otevřená kniha s černými slovy ve čtyřech řádcích. Heraldicky vpravo byla slova BURKINA, fasokeno, kamba a bibbe a nalevo FASO, a ye wihi, yiky ya! a ukame nete (na zobrazeném obrázku je text autora obrázku ve francouzštině, že mu je text neznámý). Pod kolem byla dvě zelená stébla sorga se stříbrnými (dle jiného zdroje zlatými) klasy. Přes dolní část stébel byla položena stříbrná stuha s černým nápisem LA PATRIE OU LA MORT NOUS VAINCRONS (česky Vlast nebo smrt, my zvítězíme).

Statní znak Horní Volty (1961–1967)
Statní znak Horní Volty (1967–1984)
Státní znak Burkiny Faso (1984–1997)

Současný znak byl schválen 1. srpna 1997 zákonem Národního shromáždění Burkiny Faso č. 20/97/II/AN a vyhlášen dekretem prezidenta č. 97-356/PRES dne 10. září 1997.